# 그녀는 예뻤다 (영화)
《그녀는 예뻤다》는 2008년 6월 12일에 대한민국에서 개봉된 영화이다.

## 줄거리
남자가 여자를 사랑하는 세가지 방식을 애니메이션으로 그린 영화이다.

## 등장 인물

### 주연
- 강성진 : 김태영 역
- 김진수 : 성훈 역
- 김수로 : 백일권 역
- 박예진 : 강연우 역

### 그 외 인물
- 이원 : 삼성 스카우트 역
- 이채영 : 김미영 역
- 카밀 워드 : 외국인 용병 역
- 정윤민 : 김미영 남자친구 역
- 이영미 : 강연우 母 역
- 정희라 : 카바레아줌마3 역

### 특별 출연
- 김뢰하 : 농구 감독 역